# Dicranoptycha venosa
Dicranoptycha venosa is een tweevleugelige uit de familie steltmuggen (Limoniidae). De soort komt voor in het Palearctisch gebied.